# Peperomia mauiensis
Peperomia mauiensis är en pepparväxtart som beskrevs av Heinrich Wawra. Peperomia mauiensis ingår i släktet peperomior, och familjen pepparväxter. Inga underarter finns listade i Catalogue of Life.